# Alfred Hitchcock presenta (serie televisiva 1985)
(Introduzione di tutti gli episodi)
Alfred Hitchcock presenta (Alfred Hitchcock Presents) è una serie televisiva statunitense andata in onda dal 1985 al 1989 che riprende, aggiornandola, la serie classica creata da Alfred Hitchcock esattamente trent'anni prima (Alfred Hitchcock presenta del 1955). Il regista morì prima della messa in onda. 
La serie fu preceduta da un pilot formato da 4 episodi, tutti remake della serie classica. Ogni segmento era introdotto da un filmato colorizzato di Alfred Hitchcock, tratto dalla serie originale.

## Episodi
| Stagione         | Episodi | Prima TV USA | Prima TV Italia |
| ---------------- | ------- | ------------ | --------------- |
| Prima stagione   | 22      | 1985-1986    | 1986-1987       |
| Seconda stagione | 13      | 1987         | 1988            |
| Terza stagione   | 21      | 1988         | 1989            |
| Quarta stagione  | 20      | 1988-1989    | 1990            |

In Italia la serie andò in onda a partire dal 3 ottobre 1986 su Rai 1.

## Guest star
Molti attori famosi hanno recitato nei vari episodi. Alcuni di essi sono:
John Huston, David Soul, Ned Beatty, Kim Novak, Tippi Hedren, Melanie Griffith, Annette O'Toole, Martin Sheen, Marion Ross, Robert Loggia, Yaphet Kotto, George Lazenby, Tom Atkins, Karen Allen, Mark Hamill, Michael Ironside, Jessica Steen, Peter Spencer, Dean Hamilton, Pamela Sue Martin, Kathleen Quinlan, Melissa Sue Anderson, E.G. Marshall, John Saxon, Ronny Cox, Joaquin Phoenix, Burt Young, Erik Estrada, Martin Landau, Eli Wallach.